# Rhabderemiidae
Rhabderemiidae é uma família de esponjas marinhas da ordem Poecilosclerida.

## Gêneros
- Rhabderemia Topsent, 1890